# Purpurek krótkodzioby
Purpurek krótkodzioby (Pericrocotus brevirostris) – gatunek ptaka z podrodziny purpurków (Pericrocotinae) w rodzinie liszkojadów (Campephagidae). Zamieszkuje południową i południowo-wschodnią Azję. Nie jest zagrożony wyginięciem.

## Taksonomia
Gatunek pierwszy raz opisał w 1831 roku Nicholas Aylward Vigors, nadając mu nazwę Muscipeta brevirostris. Jako miejsce typowe autor wskazał Himalaje. Obecnie gatunek zaliczany jest do rodzaju Pericrocotus w monotypowej podrodzinie purpurków. Międzynarodowy Komitet Ornitologiczny (IOC) wyróżnia 4 podgatunki:
- P. b. brevirostris (Vigors, 1831)
- P. b. affinis (McClelland, 1840)
- P. b. neglectus Hume, 1877
- P. b. anthoides Stresemann, 1923

## Zasięg występowania
Zgodnie z danymi Międzynarodowej Unii Ochrony Przyrody (IUCN) gatunek występuje w: Bangladeszu, Bhutanie, Chinach, Indiach, Laosie, Mjanmie, Nepalu, Tajlandii i Wietnamie, prawdopodobnie także w Kambodży.
Poszczególne podgatunki zamieszkują:
- P. b. brevirostris – środkowe i wschodnie Himalaje, północno-wschodnie Indie
- P. b. affinis – północno-wschodnie Indie i północna Mjanma do południowo-środkowych Chin
- P. b. neglectus – południowo-wschodnia Mjanma i północno-zachodnia Tajlandia
- P. b. anthoides – południowo-wschodnie Chiny, Laos i północny Wietnam

## Biotop
Jego naturalne siedliska to subtropikalny i tropikalny wilgotny las reglowy oraz subtropikalny i tropikalny wilgotny las nizinny.

## Status
IUCN uznaje purpurka krótkodziobego za gatunek najmniejszej troski (LC – Least Concern). Liczebność światowej populacji nie została oszacowana, ale gatunek jest opisywany jako dość pospolity (lokalnie pospolity) w Mjanmie, północno-zachodniej Tajlandii, Laosie i północnym Wietnamie, rzadko spotykany w Chinach i Himalajach. Trend liczebności populacji uznawany jest za spadkowy ze względu na utratę siedlisk i presję ze strony myśliwych.